# Xã Judson, Quận Williams, Bắc Dakota
Xã Judson (tiếng Anh: Judson Township) là một xã thuộc quận Williams, tiểu bang Bắc Dakota, Hoa Kỳ. Năm 2010, dân số của xã này là 130 người.